# No Age
I No Age sono un duo musicale punk rock statunitense, originario di Los Angeles e attivo dal 2005.

## Storia del gruppo
Il gruppo si è formato nel dicembre 2005 dopo lo scioglimento dei Wives, per iniziativa del cantante e batterista Dean Allen Spunt e del chitarrista Randy Randall.
Nel 2007 sono usciti ben cinque tra 7" ed EP ed è anche uscito l'album di debutto Weirdo Rippers in luglio, etichettato Fat Cat Records. Si tratta in realtà di una raccolta di brani già inseriti nei precedenti mini-album.
Nel maggio 2008, registrato tra Los Angeles e Londra, è uscito il secondo LP, Nouns.
Nell'ottobre 2009 è stato pubblicato un altro EP (Losing Feeling) per la Sub Pop. Il secondo album in studio Everything in Between, è stato annunciato nel giugno 2010 ed è stato anticipato dal singolo Glitter; mentre il disco è uscito nel settembre seguente.
Dopo il singolo C'mon, Stimmung, nell'estate 2013 è uscito l'album An Object (Sub Pop).

## Formazione
- Randy Randall - chitarra
- Dean Allen Spunt - voce, batteria

## Discografia
Album studio
- 2007 - Weirdo Rippers
- 2008 - Nouns
- 2010 - Everything in Between
- 2013 - An Object
- 2020 - Goons Be Gone
- 2022 - People Helping People

EP
- 2007 - Get Hurt
- 2007 - Dead Plane
- 2007 - Sick People Are Safe
- 2008 - Flannel Graduate (con Zach Hill)
- 2008 - Goat Hurt (10")
- 2009 - Losing Feeling
- 2012 - Collage Culture